# Pronocera angusta
Pronocera angusta é uma espécie de coleóptero da tribo Callidiini (Cerambycinae).

## Descrição
Comprimento varia de 8-12 mm; tegumento preto, com pubescência; protórax castanho-avermelhado; antenas alcançam o ápice elitral.

## Biologia
A espécie é hospedeiro de várias plantas coníferas (Abies, Larix e Picea). Ciclo de vida com duração de dois anos. Os adultos emergem a partir de maio a agosto.

## Distribuição
A espécie tem distribuição apenas na Europa Central.

## Sistemática
- Ordem Coleoptera
  - Subordem Polyphaga
    - Infraordem Cucujiformia
      - Superfamília Chrysomeloidea
        - Família Cerambycidae
          - Subfamília Cerambycinae
            - Tribo Callidiini
              - Gênero Pronocera
                - P. angusta (Kriechbaum, 1844)